# Томас Клестил
Томас Клестил (на немски: Thomas Klestil) е австрийски дипломат и политик, президент на Австрия между 1992 и 2004 г., починал на поста си 2 дни преди края на втория си президентски мандат.

## Биография
Роден в семейство на работници, получава образованието си във Виенския икономически университет по икономика и бизнес администрация, завършва докторантурата си през 1957 г.
Работил е в Австрия, като и като австрийски дипломат в чужбина: посланик в Съединените щати (1978-1982), пълномощен представител в Организацията на обединените нации (1982-1987).

## Президент
През 1992 г. е номиниран за кандидат от консервативната Австрийска народна партия и избран за президент на Австрия. Преизбран е на президентския пост през 1998 г.